# Текија турбе у Бањалуци
Текија представља брдовито подручје у близини Мајдана у Бања Луци. На десној обали потока, уз један уски путељак који је води до Орловачаке стијене, налазило се једно омање турбе, тј. омања кућа у којој је био смјештен надземни саркофаг ограђен у тврдом дрвету, подигнут на дрвеном постољу.

## Историја
У вријеме разних муслиманских празника народ ту долази да упали свијећу, непознатом шехиду. У часу паљења свијеће, проучили би Фатиху, у знак поштовања. Сматра се да је то турбе везано за постојање једног вјерског покрета који се појавио у вријеме исламизације Балкана, а тај покрет је отварао састајалишта вјерника, а оне су се звале Текије. Тих текија има свугдје, нарочито на подручју Македоније, Косова и Метохије, и неколике у Босни и Херцеговини. Један од угледних шехова који су држали ту Текију био покопан на том мјесту, а народ за његова добра дијела сагради на другом брежуљку турбе и пренесоше његове кости под тај саркофаг.
Прије 2. свјетског рата Текија и оближњи брежуљци су били ријетко насељени. Куће су биле малене и већином су зидови били грађени ћерпићом или плетером, на који плетер је набациван кречни малтер. Ријетко је који кров био покривен; цријепом или зидови циглом. На том подручју живјели су претежно радници надничари.